# Balkáni fakopáncs
A balkáni fakopáncs (Dendrocopos syriacus) a madarak (Aves) osztályának harkályalakúak (Piciformes) rendjébe, ezen belül a harkályfélék (Picidae) családjába tartozó faj.

## Rendszerezése
A fajt Wilhelm Hemprich és Christian Gottfried Ehrenberg írták le 1833-ban, a Picus nembe Picus syriacus néven.

## Alfajai
- Dendrocopos syriacus milleri Zarudny, 1909
- Dendrocopos syriacus syriacus (Hemprich & Ehrenberg, 1833)
- Dendrocopos syriacus transcaucasicus Buturlin, 1910[2]

## Előfordulása
Közép-Európában, a Balkán-félszigeten, Kis-Ázsiában, a Fekete-tenger környékén és a Közel-Keleten fészkel.
Természetes élőhelyei a mérsékelt övi erdők és cserjések, szubtrópusi vagy trópusi száraz erdők és esőerdők, valamint ültetvények, szántóföldek és városi régiók. Állandó, de kóborol.

### Kárpát-medencei előfordulása
Magyarországon rendszeres fészkelő, állandó és gyakori faj. Fészkelő-állománya 21 000-42 000 párra tehető (2000-2012).

## Megjelenése
Testhossza 22–23 centiméter, szárnyfesztávolsága 24–39 centiméter, testtömege pedig 70–83 gramm. Feje teteje, nyak és háta fekete, nagy jellegzetes fehér foltokkal. Arcfoltját nem keresztezi fekete sáv. Hasa alja rózsaszínű.
|  |  |

## Életmódja
Erős csőrével lyukat vés a fába, a kéreg alatt élő rovarokkal, lárvákkal és pókokkal táplálkozik, de növényi részeket és gyümölcsöket is fogyaszt.

## Szaporodása
Magányos fészkelő. Kultúrterületeken, parkokban, gyümölcsösökben, út menti fasorokban fészkel. Puha, vagy korhadó fába, saját maga által vájt, odú csupasz aljzatára rakja 4-7 tojását, melyen 12-13  napig kotlik. A fiókái fészeklakók, 17-24 napos korukban repülnek ki.
|  |

## Természetvédelmi helyzete
Az elterjedési területe rendkívül nagy, egyedszáma pedig stabil. A Természetvédelmi Világszövetség Vörös listáján nem fenyegetett fajként szerepel. Magyarországon védett, természetvédelmi értéke 25 000 Ft.